# Lysmata moorei
Lysmata moorei är en kräftdjursart som först beskrevs av M. J. Rathbun 1901.  Lysmata moorei ingår i släktet Lysmata och familjen Hippolytidae. Inga underarter finns listade i Catalogue of Life.